# Alekszej Alekszandrovics Kornyejev
Alekszej Alekszandrovics Kornyejev (oroszul: Алексей Александрович Корнеев; Moszkva, 1939. február 6. – Moszkva, 2004. december 14.) orosz labdarúgó.
A szovjet válogatott tagjaként részt vett az 1964-es Európa-bajnokságon és az 1966-os világbajnokságon.

## Sikerei, díjai
Szpartak Moszkva
- Szovjet bajnok (1): 1962
- Szovjet kupa (2): 1963, 1965–66

Szovjetunió
- Európa-bajnoki döntős (1): 1964